# Йонас Ференбах
Йонас Ференбах (нім. Jonas Föhrenbach, нар. 26 січня 1996, Фрайбург, Німеччина) — німецький футболіст, центральний захисник клубу «Гайденгайм».

## Ігрова кар'єра

### Клубна
Уродженець Фрайбурга, Йонас Ференбах у 2009 році приєднався до клубної академії місцевого клубу «Фрайбург». З 2014 року захисник почав грати за дублюючий склад в Регіональній лізі. У червні 2015 року Ференбах отримав від клубу перший професійний контракт. 22 серпня 2015 року у матчі проти «Фортуни» (Дюссельдорф) Ференбах вперше вийшов на поле у матчі Другої Бундесліги. В тому сезоні «Фрайбург» виграв турнір Другої Бундесліги и 10 листопада 2016 року у матчі проти «Вольфсбурга» Ференбах дебютував у вищоиу дивізіоні чемпіонату Німеччини.
Та стати гравцем основного складу захисник не зумів і наступні сезони провів, граючи в оренді в клубах «Карлсруе» та «Ян Регенсбург».
Влітку 2019 року Ференбах перейшов до «Гайденгайма», підписавши з клубом контракт до 2023 року. В сезоні 2022/23 разом з клубом футболіст виборов підвищення до Бундесліги. В сезоні 2024/25 він дебютував на міжнародному рівні — 22 серпня у матчі кваліфікації Ліги конференцій проти шведського «Геккена».

### Збірна
В період з 2013 по 2015 року Йонас Ференбах захищав кольори юнацьких збірних Німеччини.

## Досягнення
Фрайбург
- Переможець Другої Бундесліги: 2015/16